# NGC 4426
NGC 4426 ist ein Doppelstern im Sternbild Haar der Berenike. Er ist identisch mit dem nachfolgenden Eintrag im New General Catalogue, NGC 4427. Im General Catalogue of Nebulae and Clusters wird er unter der Nummer GC 5649 geführt. Seine Position ist 12h 27m 10,5s (σ=0,75"), +27° 50' 18,40" (σ=1,27") (J2000.0).

## Entdeckung
Entdeckt wurde NGC 4426 1865 von Heinrich Louis d’Arrest mithilfe eines 11-Zoll-Refraktorteleskops an der Position 12h 20m 10s, 61° 23,3' (B1860.0), mit einer jährlichen Präzession von 3,01s in Rektaszension und 20,0" in Deklination (beide für 1880). Die Eigenschaften werden beschrieben als “Cl, F, S” (cluster, faint, small, zu Deutsch: Haufen, schwach, klein).
1886 erfolgte die Beobachtung durch Guillaume Bigourdan mittels eines 12-Zoll-Refraktors. In der Originalausgabe der NGC findet sich seine Beobachtung als NGC 4427 mit nahezu identischen Koordinaten (12h 20m 10s, 61° 23', jährliche Präzession: 3,01s bzw. 20,0"). In diesem Fall wurden die Eigenschaften beschrieben als “vF, ? 2 or 3 st in neb” (very faint, probably 2 or 3 stars in nebula, zu Deutsch: sehr schwach, möglicherweise 2 oder 3 Sterne in Nebel).

### Zustandekommen des Fehleintrages
Obwohl Position und Eigenschaften der beschriebenen Objekte in beiden Fällen gleich waren, trug Johan Dreyer sie bei der Erstellung des New General Catalogue als unterschiedliche Objekte mit aufeinanderfolgenden Nummern ein. Er bemerkte allerdings die offensichtliche Identität, nachdem er die Probedrucke gesehen hatte, und fügte eine entsprechende Bemerkung hinzu.
Der Fehler wird vor allem der Hast zugeschrieben, die Dreyer in der Endphase der Erstellung des NGC wohl an den Tag legte. Auch bei Bigourdan gibt es einen Fehler, eine falsche Position für einen Vergleichsstern nahe BD +28° 2116.

### Weitere Ergänzungen
Eine weitere Notiz findet sich später im IC II: Dort bemerkte Dreyer, dass es sich nach Max Wolf lediglich um zwei Sterne handle, welche 36 Bogensekunden auseinanderlägen. Tatsächlich sind es 13 bis 14 Bogensekunden. Hier lag möglicherweise ein Defekt auf Wolfs Fotoplatte vor.